# Compsobuthus
Genre
Compsobuthus est un genre de scorpions de la famille des Buthidae.

## Distribution
Les espèces de ce genre se rencontrent dans le Nord de l'Afrique, au Moyen-Orient et en Asie du Sud.

## Liste des espèces
Selon The Scorpion Files (27/05/2025) :
- Compsobuthus abyssinicus (Birula, 1903)
- Compsobuthus acutecarinatus (Simon, 1882)
- Compsobuthus afghanus Kovařík & Ahmed, 2007
- Compsobuthus air Lourenço & Rossi, 2018
- Compsobuthus andresi Lourenço, 2004
- Compsobuthus arabicus Levy, Amitai & Shulov, 1973
- Compsobuthus armenicus Lourenço, Leguin & Duhem, 2015
- Compsobuthus atrostriatus (Pocock, 1897)
- Compsobuthus berlandi Vachon, 1950
- Compsobuthus birulai Lourenço, Leguin & Duhem, 2010
- Compsobuthus boucheti Lourenço, Duhem & Cloudsley-Thompson, 2012
- Compsobuthus brevimanus (Werner, 1936)
- Compsobuthus carmelitis Levy, Amitai & Shulov, 1973
- Compsobuthus eritreaensis Kovařík, Lowe, Plíšková & Šťáhlavský, 2016
- Compsobuthus egyptiensis Lourenço, Sun & Zhu, 2009
- Compsobuthus garyi Lourenço & Vachon, 2001
- Compsobuthus henrii Ythier & Ullrich, 2025
- Compsobuthus humaae Amir, Kamaluddin & Kahn, 2005
- Compsobuthus jakesi Kovařík, 2003
- Compsobuthus jordanensis Levy, Amitai & Shulov, 1973
- Compsobuthus kabateki Kovařík, 2003
- Compsobuthus kaftani Kovařík, 2003
- Compsobuthus khaybari Abu Afifeh, Aloufi & Al-Saraireh, 2021
- Compsobuthus klaptoczi (Birula, 1909)
- Compsobuthus krali Kovařík, 2012
- Compsobuthus levyi Kovařík, 2012
- Compsobuthus longipalpis Levy, Amitai & Shulov, 1973
- Compsobuthus mahazat Ythier & Lourenço, 2023
- Compsobuthus maidensis Kovařík, 2018
- Compsobuthus maindroni (Kraepelin, 1900)
- Compsobuthus manzonii (Borelli, 1915)
- Compsobuthus matthiesseni (Birula, 1905)
- Compsobuthus nematodactylus Lowe, 2009
- Compsobuthus pakistanus Kovařík & Ahmed, 2007
- Compsobuthus pallidus Hendrixson, 2006
- Compsobuthus persicus Navidpour, Soleglad, Fet & Kovařík, 2008
- Compsobuthus petriolii Vignoli, 2005
- Compsobuthus plutenkoi Kovařík, 2003
- Compsobuthus polisi Lowe, 2001
- Compsobuthus rugosulus (Pocock, 1900)
- Compsobuthus satpuraensis Waghe, Gangalmale & Khandekar, 2022
- Compsobuthus schmiedeknechti Vachon, 1949
- Compsobuthus seicherti Kovařík, 2003
- Compsobuthus setosus Hendrixson, 2006
- Compsobuthus simoni Lourenço, 1999
- Compsobuthus sindicus Kovařík & Ahmed, 2011
- Compsobuthus somalilandus Kovařík, 2012
- Compsobuthus starhai Kovařík, 2025
- Compsobuthus tassili Lourenço, 2010
- Compsobuthus tofti Lourenço, 2001
- Compsobuthus tombouctou Lourenço, 2009
- Compsobuthus turieli Kovařík, Lowe, Stockmann & Šťáhlavský, 2020
- Compsobuthus ullrichi Kovařík, Lowe, Stockmann & Šťáhlavský, 2020
- Compsobuthus vachoni Sisson, 1994
- Compsobuthus vannii Rossi, 2016
- Compsobuthus werneri (Birula, 1908)
- Compsobuthus yagi Barahoei, 2025

## Systématique et taxinomie
Ce genre a été décrit par Vachon en 1949 dans les Buthidae.

## Publication originale
- Vachon, 1949 : « Études sur les Scorpions III (suite) Description des Scorpions du Nord de l’Afrique. » Archives de l’Institut Pasteur d’Algérie, vol. 27, no 1, p. 66–100.